# Canine Hills
Canine Hills är en kulle i Antarktis. Den ligger i Östantarktis. Nya Zeeland gör anspråk på området. Toppen på Canine Hills är 2 011 meter över havet. Canine Hills ingår i Molar Massif.
Terrängen runt Canine Hills är huvudsakligen kuperad. Trakten är obefolkad. Det finns inga samhällen i närheten. 